# 西大路隆仲
西大路隆仲（にしおうじ たかなか、康永元年（1342年） - 応永4年（1397年）11月11日）は、室町時代前期の公卿。
四条隆持の子で、西大路家の始祖。

## 官歴
- 観応元年（1350年）：従五位上、侍従
- 文和4年（1355年）：正五位下、左少将
- 延文3年（1358年）：従四位下
- 延文4年（1359年）：下総権介
- 延文5年（1360年）：左中将
- 貞治2年（1363年）：従四位上
- 貞治3年（1364年）：蔵人頭
- 貞治5年（1366年）：参議
- 応安元年（1368年）：美濃権守、従三位
- 応安6年（1373年）：正三位
- 至徳2年（1385年）：従二位
- 明徳2年（1391年）：能登権守
- 明徳3年（1392年）：権中納言
- 応永2年（1395年）：正二位
- 応永3年（1396年）：権大納言

## 系譜
- 父：四条隆持
- 子：西大路隆躬